# Cosmoscarta diminuta
Cosmoscarta diminuta är en insektsart som beskrevs av Victor Lallemand 1930. Cosmoscarta diminuta ingår i släktet Cosmoscarta och familjen spottstritar. Inga underarter finns listade i Catalogue of Life.